# Karl Baedeker
Karl Baedeker (3 de noviembre de 1801, Essen, ducado de Oldenburg - 4 de octubre de 1859, Coblenza, Prusia) fue un editor alemán.
Karl Baedeker era descendiente de una larga saga de impresores, libreros y editores. Fundó una empresa en Coblenza, en el año 1827, que se hizo célebre por sus guías turísticas. Su intención era proporcionar a los viajeros la información necesaria que les permitiera prescindir de la dependencia de guías turísticos.
Una característica notable de sus guías de viaje, fue el uso de las estrellas para indicar lugares de interés y designar hoteles de confianza. Tiempo después de su muerte, sus guías turísticas se habían diseminado por toda Europa.
Bajo la titularidad de sus hijos, la empresa se expandió para publicar ediciones en francés e inglés.

## En la literatura
En 1938, el poeta venezolano Andrés Eloy Blanco publicó su octavo libro bajo el título de Baedeker 2000, escrito mientras era prisionero político en la cárcel de Puerto Cabello, «en presencia de la realidad rechazada por el ser, el Poeta intenta la evasión; crea su mundo y se mete en él; ya no vive sino en él; ni un minuto más está en la cárcel», confiesa el escritor al principio del libro. Gladys Mendía acota que el volumen, dedicado al hijo de su hijo, «es único por múltiples razones. Andrés Eloy va diciendo el mundo sin límites espaciotemporales. Su imaginación viajera recorre todo tipo de paisajes y seres: observa detalladamente, recrea canta, vive otras vidas, escribe y finalmente vaticina: Para el año 2000 solo te ofrezco, amigo, esto: El hombre humano».